# Druivenkoers 1963
La Druivenkoers 1963, terza edizione della corsa, si svolse il 26 agosto 1963 su un percorso con partenza ed arrivo a Overijse. Fu vinta dal belga Henri De Wolf della squadra Solo-Terrot-Van Steenbergen davanti ai connazionali Theo Mertens e Noël De Pauw.

## Ordine d'arrivo (Top 10)
| Pos. | Corridore              | Squadra                     | Tempo    |
| ---- | ---------------------- | --------------------------- | -------- |
| 1    | Henri De Wolf          | Solo-Terrot-Van Steenbergen | 4h23'00" |
| 2    | Theo Mertens           | GBC                         | a 25"    |
| 3    | Noël De Pauw           |                             | s.t.     |
| 4    | Martin Van Den Bossche | Solo-Terrot-Van Steenbergen | s.t.     |
| 5    | Jan Lauwers            | GBC                         | s.t.     |
| 6    | Adrien Van Der Vloet   |                             | s.t.     |